# Benin International 2019
Die Benin International 2019 im Badminton fanden vom 27. bis zum 30. Juni 2019 in Cotonou statt.

## Sieger und Platzierte
| Disziplin    | Gold                                   | Silber                           | Bronze                                      |
| ------------ | -------------------------------------- | -------------------------------- | ------------------------------------------- |
| Herreneinzel | Niluka Karunaratne                     | Ade Resky Dwicahyo               | Raghu Mariswamy                             |
| Herreneinzel | Niluka Karunaratne                     | Ade Resky Dwicahyo               | Alap Mishra                                 |
| Dameneinzel  | Thet Htar Thuzar                       | Daniela Macías                   | Soraya Aghaei Hajiagha                      |
| Dameneinzel  | Thet Htar Thuzar                       | Daniela Macías                   | Hadia Hosny                                 |
| Herrendoppel | Anuoluwapo Juwon Opeyori Godwin Olofua | Aravind Kongara Venkatesh Prasad | Gbenoukpo Sebastiano Degbe Tobiloba Oyewole |
| Herrendoppel | Anuoluwapo Juwon Opeyori Godwin Olofua | Aravind Kongara Venkatesh Prasad | Alex Patrick Zolobe Franck Emmanuel Zolobe  |
| Damendoppel  | Daniela Macías Dánica Nishimura        | Doha Hany Hadia Hosny            | Dorcas Ajoke Adesokan Chineye Ibere         |
| Damendoppel  | Daniela Macías Dánica Nishimura        | Doha Hany Hadia Hosny            | Samin Abedkhojasteh Soraya Aghaei Hajiagha  |
| Mixed        | Howard Shu Paula Obanana               | Pit Seng Low Louisa Ma           | Adham Hatem Elgamal Doha Hany               |
| Mixed        | Howard Shu Paula Obanana               | Pit Seng Low Louisa Ma           | Ahmed Salah Hadia Hosny                     |